# Marc Dubacher
Marc Dubacher (* 13. Februar 1996) ist ein Schweizer Unihockeyspieler, welcher beim Nationalliga-A-Verein Ad Astra Sarnen unter Vertrag steht.

## Karriere
Dubacher stammt aus dem Nachwuchs von Ad Astra Sarnen. Er trat dem Verein 2003 bei und debütierte während der Saison 2014/15 in der ersten Mannschaft von Ad Astra Sarnen. Im Sommer 2019 stieg er mit Ad Astra Sarnen in die Nationalliga A auf.